# Bujurquina labiosa
Bujurquina labiosa är en fiskart som beskrevs av Kullander, 1986. Bujurquina labiosa ingår i släktet Bujurquina och familjen Cichlidae. Inga underarter finns listade.